# موریس لو گییو
موریس لو گییو (فرانسوی: Maurice Le Guilloux‎؛ زادهٔ ۱۴ مهٔ ۱۹۵۰) دوچرخه‌سوار اهل فرانسه است.